# 巴基鯨科
巴基鯨科（学名：Pakicetidae）是已滅絕的哺乳動物，鯨下目中最原始的成員。現今鯨目的成員，如鯨魚及海豚都是水中生活的動物，巴基鯨科卻是生活在陸地上的。由於牠們的化石都是在近海邊發現，估計牠們會有部份時間在水中生活。
已知的巴基鯨科包括像狼的巴基鯨、Nalacetus及像狐狸的魚中獸。巴基鯨最初是由菲利浦·金格里奇（Philip Gingerich）等人於1983年發現，其下的三個物種都是在巴基斯坦發現，故得此名。這個區域相信於5300萬年前巴基鯨仍然生存時是特提斯海的海岸。
巴基鯨科是肉食性的陸上動物，估計是現今鯨魚的祖先。牠們的耳骨位置、中耳的摺疊情況及臼齒上小齒的排列，都是與現今鯨魚相似及所獨有的。就現今的鯨魚演化歷史，一般接受是由巴基鯨科演化成兩棲的陸行鯨科，進而成為龍王鯨科及其後的鯨魚。